# حمله موشکی سپتامبر ۲۰۱۵ مأرب
حمله موشکی ۲۰۱۵ سپتامبر مأرب یک حمله موشکی با استفاده از موشک کی‌ان ۲ توسط ارتشیان حامی شورشیان حوثی‌ها به پایگاه نیروهای ائتلاف سعودی در استان مأرب بود. موشک به زاغه مهمات برخورد کرد که موجب یک انفجار بزرگ و وارد آمدن تلفات سنگین به نیروهای ائتلاف سعودی شامل ۵۲ سرباز اماراتی شد. نیروی هوایی امارات برای تلافی این حمله اقدام به بمباران وسیع شهر صنعا نمود که سنگین‌ترین بمباران این شهر تا آن زمان توصیف شده است.